# Zita Johann
Zita Johann (née le 14 juillet 1904 à Felsőbencsek (de) en Hongrie (en allemand Deutschbentschek, à présent Bencecu de Sus (de) près de Timișoara en Roumanie et morte le 24 septembre 1993, à Nyack, un village situé dans le comté de Rockland, dans l'État de New York, aux États-Unis) est une actrice américaine d'origine hongroise.

## Biographie
Fille d'un officier hussard, Zita Johann émigre aux États-Unis en 1911. Elle fait ses débuts à Broadway en 1924, et apparaît dans son premier film L'Assommoir (The Struggle) de D. W. Griffith, en 1931.
Elle interprète en 1932 un double rôle (Helen Grosvernor et Ank-Souh-Namun) dans La Momie de Karl Freund. À partir de 1934, elle abandonne le cinéma, pour revenir au théâtre, où elle travaille avec John Houseman (avec qui elle fut mariée) et Orson Welles. En 1986, elle apparaît une dernière fois dans un film d'horreur intitulé Raiders of the Living Dead de Samuel M. Sherman (scénariste, producteur et distributeur américain), dans lequel elle incarne une bibliothécaire.

## Filmographie

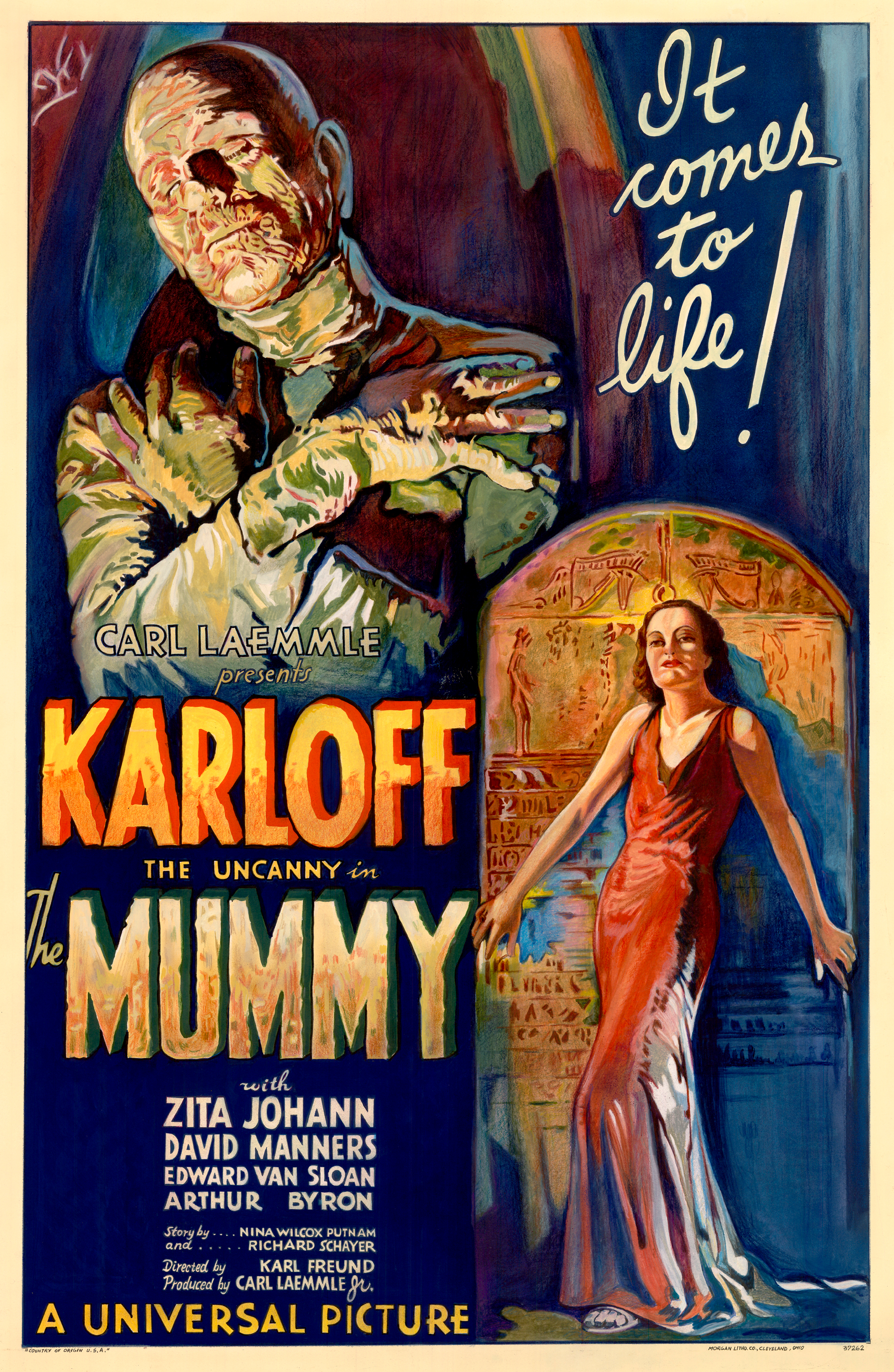
Affiche pour La Momie (1932)

- 1931 : L'Assommoir (The Struggle) de D.W. Griffith (Florrie)
- 1932 : Le Harpon rouge (Tiger Shark), de Howard Hawks (Quita Silva)
- 1932 : La Momie, (The Mummy), de Karl Freund (Helen Grosvenor / Princesse Ank-Souh-Namun)
- 1933 : The Sin of Nora Moran, de Phil Goldstone (Nora Moran)
- 1933 : The Man Who Dared, de Hamilton MacFadden (Teena Pavelic)
- 1933 : Luxury Liner, de Lothar Mendes (Miss Morgan)
- 1934 : Grand Canary, d'Irving Cummings
- 1986 : Raiders of the Living Dead, de Samuel M. Sherman (une bibliothécaire)